# استالبریج
latitudeاستالبریجlongitudeاستالبریج
استالبریج (به انگلیسی: Stalbridge) یک شهرک و English country house در بریتانیا است که در انگلستان واقع شده‌است.

## خصوصیات
استالبریج ۲٬۶۹۸ نفر جمعیت دارد.